# Николаевка (Губичский сельсовет)
Николаевка (бел. Мікалаеўка) — деревня в Губичском сельсовете Буда-Кошелёвского района Гомельской области Белоруссии.
Кругом лес. Поблизости есть залежи железняка.

## География

### Расположение
В 22 км на запад от Буда-Кошелёво, 65 км от Гомеля, 14 км от железнодорожной станции Забабье (на линии Жлобин — Гомель).

## Транспортная сеть
Транспортные связи по просёлочной, затем автомобильной дороге Жлобин — Гомель. Планировка состоит из короткой прямолинейной улицы, близкой к широтной ориентации и застроенной деревянными домами усадебного типа.

## История
По письменным источникам известна с конца XIX века как околица в Недайской волости Рогачёвского уезда Могилёвской губернии. В 1909 году 160 десятин земли.
В 1929 году организован колхоз. Во время Великой Отечественной войны оккупанты сожгли 12 дворов; 18 жителей деревни погибли на фронте. В 1959 году в составе колхоза имени Ф. Энгельса (центр — деревня Губичи).

## Население

### Численность
- 2004 год — 6 хозяйств, 8 жителей.

### Динамика
- 1897 год — 23 двора, 140 жителей (согласно переписи).
- 1909 год — 195 жителей.
- 1940 год — 30 дворов, 124 жителя.
- 1959 год — 127 жителей (согласно переписи).
- 2004 год — 6 хозяйств, 8 жителей.